# Římskokatolická církev v Chorvatsku

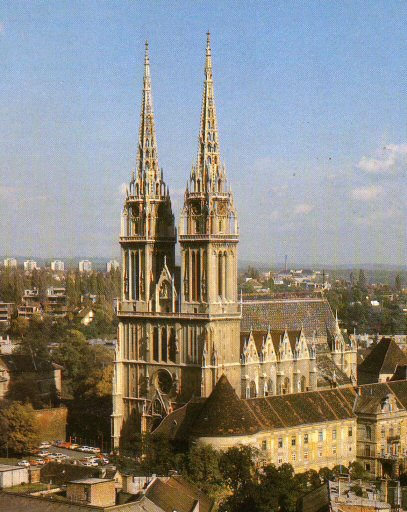
Katedrála v Záhřebu

Římskokatolická církev v Chorvatsku je nejpočetnější náboženská organizace v zemi. Patronem země je od roku 1687 svatý Josef.
V roce 2011 se k ní přihlásilo 3 697 143 obyvatel Chorvatska, což je více než 86 % populace. Tato konfesní příslušnost se stala identifikačním prvkem Chorvatů ve válkách v bývalé Jugoslávii.
K římskokatolické církvi se zde přihlásilo i 8 521 Čechů, kteří po Italech a Maďarech tvoří největší katolickou komunitu národnostních menšin v zemi.
17. května 1997 zahájilo celostátní vysílání Chorvatské katolické rádio (Hrvatski katolički radio). V záhřebské arcidiecézi je vydáván týdeník Hlas Koncilu (Glas Koncila).
V letech 1994, 1997 a 2003 Chorvatsko navštívil papež Jan Pavel II. a v roce 2011 také papež Benedikt XVI.
V Chorvatsku působí také Chorvatská řeckokatolická církev a Srbská pravoslavná církev.

## Struktura
Nejvyšším představitelem římskokatolické církve v zemi je od roku 1997 arcibiskup a kardinál Josip Bozanić (* 1949), který sídlí v Záhřebu. Významnou postavou církve byl biskup a teolog Josip Juraj Strossmayer (1815–1905), který udržoval kontakty s Františkem Palackým. V roce 1925 po něm bylo pojmenováno náměstí v pražských Holešovicích.
Chorvatsko se člení na tři církevní provincie složené celkem z třinácti diecézí. Organizačně mimo provincie stojí arcidiecéze zadarská, podřízená přímo Svatému stolci, a vojenský ordinariát.
- arcidiecéze záhřebská (zal. 1093, arcid. 1852) se sufragánními diecézemi:
  - Diecéze Bjelovar-Križevci (zal. 2009)
  - Eparchie križevecká (zal. 1777)
  - Diecéze Sisak (obn. 2009)
  - diecéze Varaždin (zal. 1997)

- arcidiecéze đakovsko-osijecká (vznikla 1773 sjednocením dvou diecézí z 4. a 11. stol., arcidiecézí od roku 2008) – sídlo Đakovo – se sufragánními diecézemi:
  - diecéze Požega (zal. 1997)
  - diecéze Srem (zal. 2008) – sídlo Sremska Mitrovica[1]; biskup není členem chorvatské, nýbrž srbsko-černohorsko-makedonské biskupské konference

- arcidiecéze Split-Makarska (vzn. 1828 sjednocením arcid. Split z 3./5. stol. a diec. Makarska z 6. stol., arcid. 1969) – sídlo Split – se sufragánními diecézemi:
  - diecéze Dubrovník (zal. 990, 1120–1828 arcidiecéze)
  - diecéze Kotor (zal. 10. stol.)
  - diecéze Šibenik (zal. 1298)
  - diecéze Hvar (vzn. 1889 sjednocením tří starších diecézí)

- arcidiecéze Rijeka (zal. 1925, arcid. 1969) se sufragánními diecézemi:
  - diecéze Krk (zal. 900)
  - diecéze Poreč a Pula (vzn. 1828 sjednocením dvou diecézí z 3. a 6. stol.)
  - diecéze Gospić-Senj (zal. 2000) – sídlo Gospić

- arcidiecéze zadarská (staršího původu, arcid. 1054)
  - Vojenský ordinariát Chorvatska

## Fotogalerie

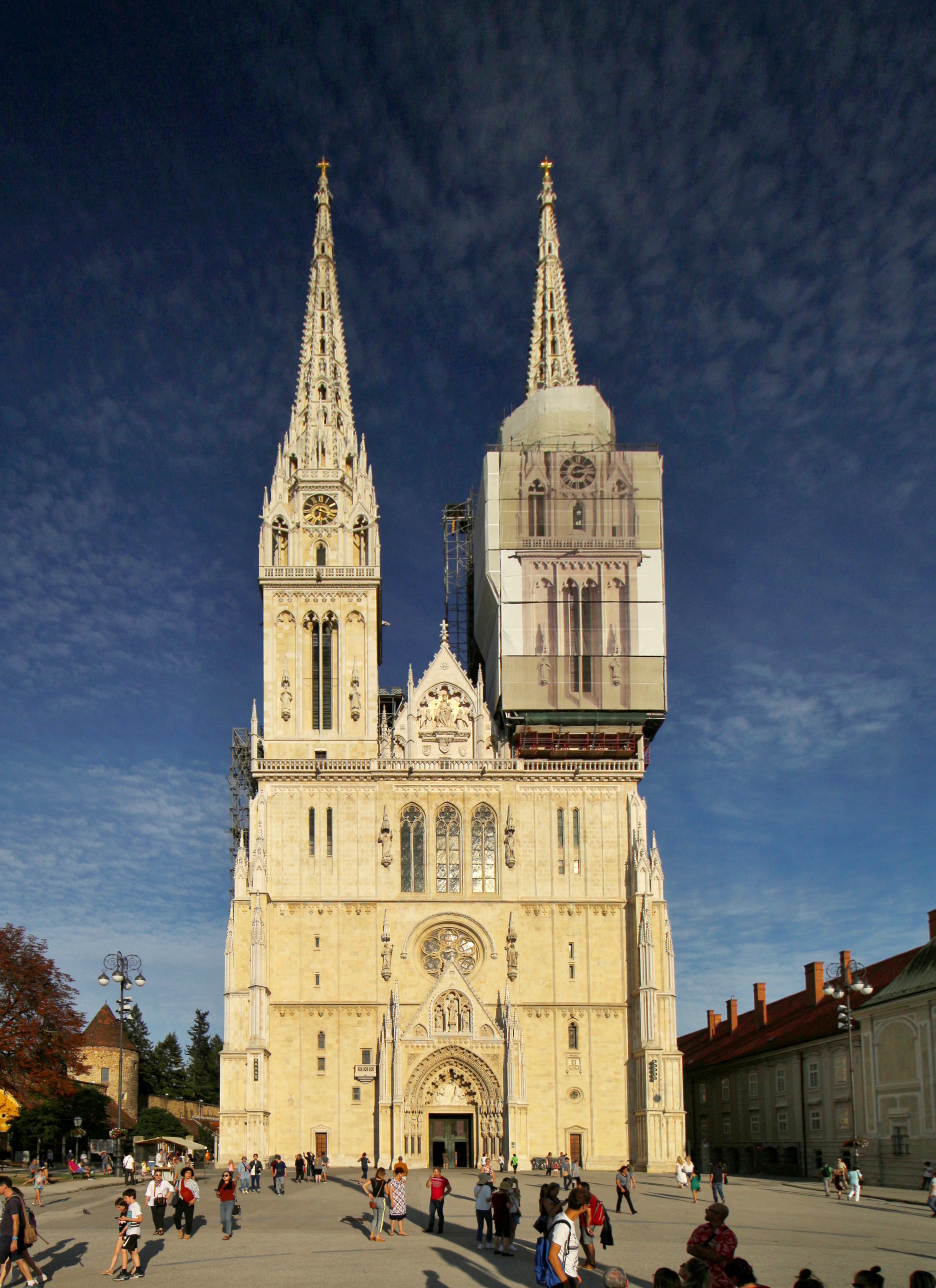
Záhřebská katedrála Panny Marie, sv. Štěpána a Ladislava
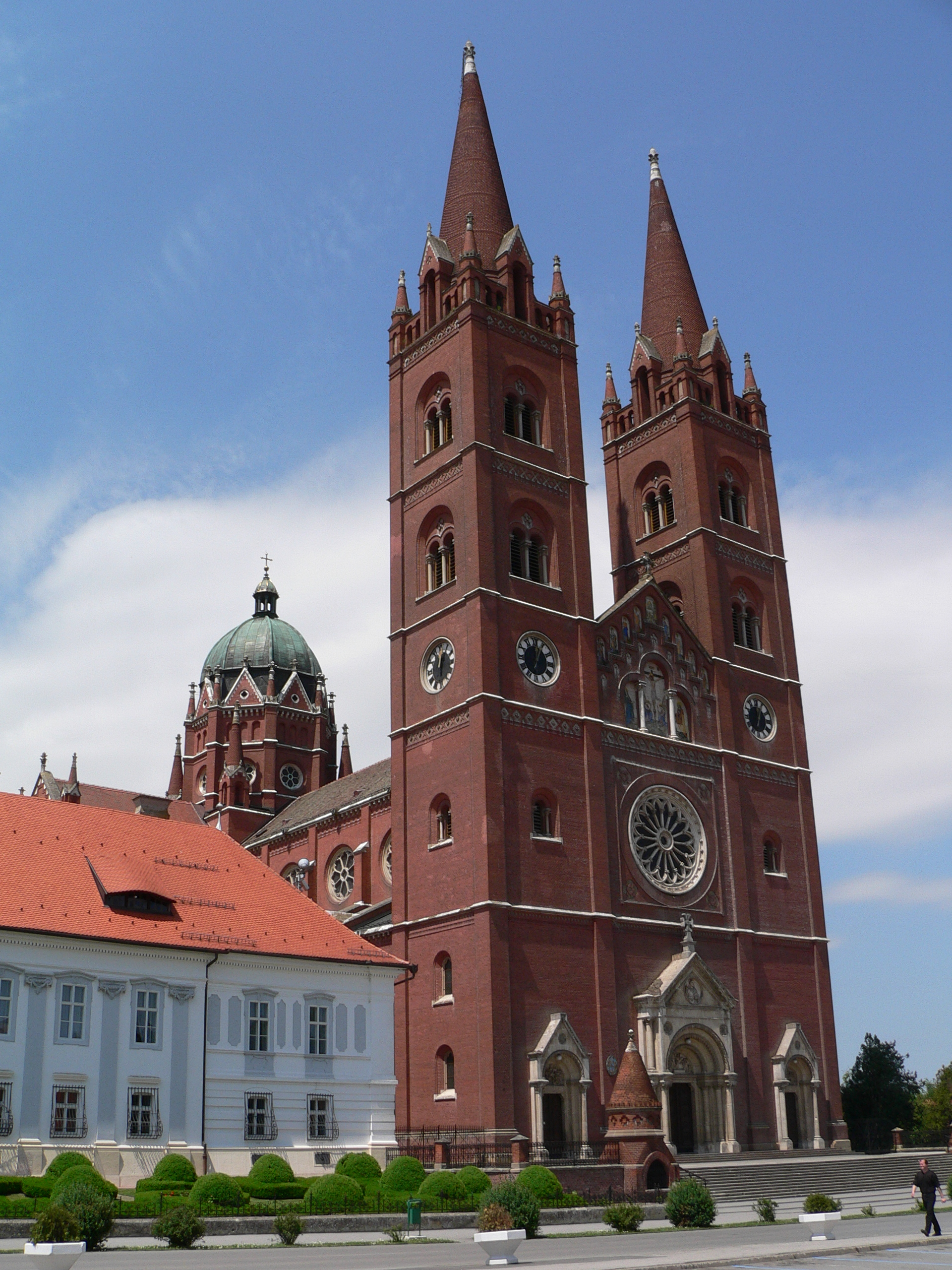
Katedrála sv. Petra v Đakovu
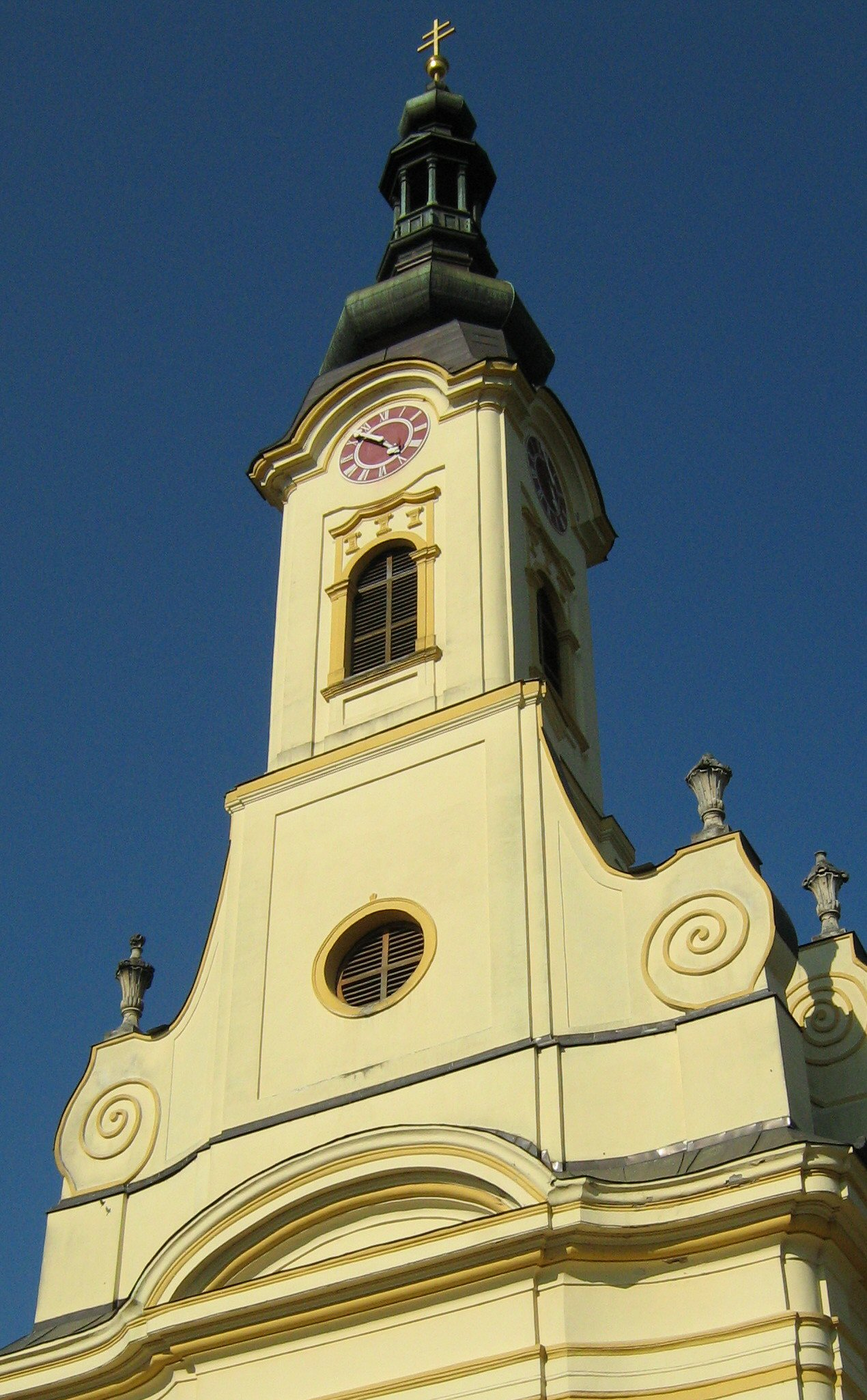
Požežská katedrála sv. Terezie z Ávily
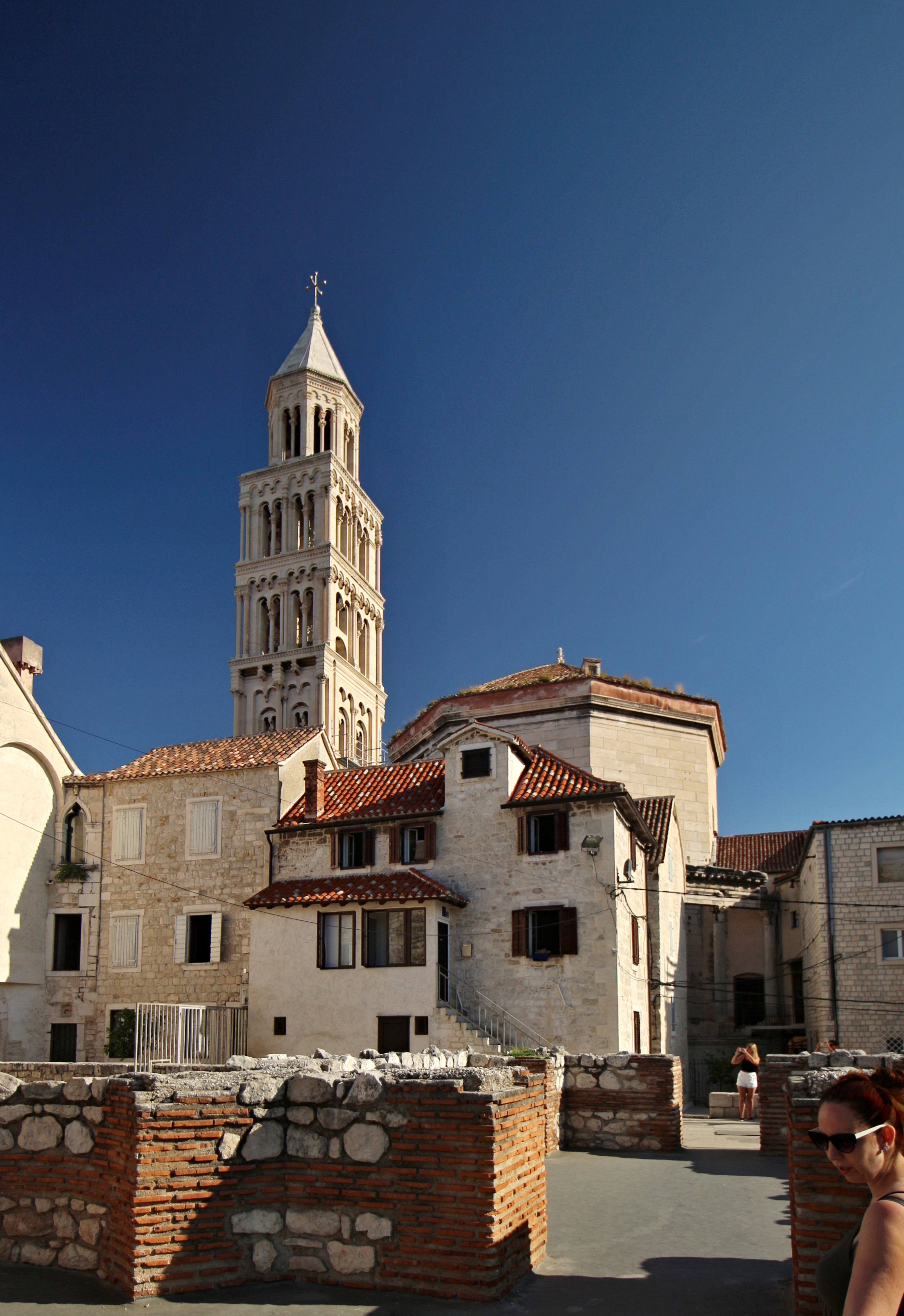
Katedrála sv. Domnia ve Splitu
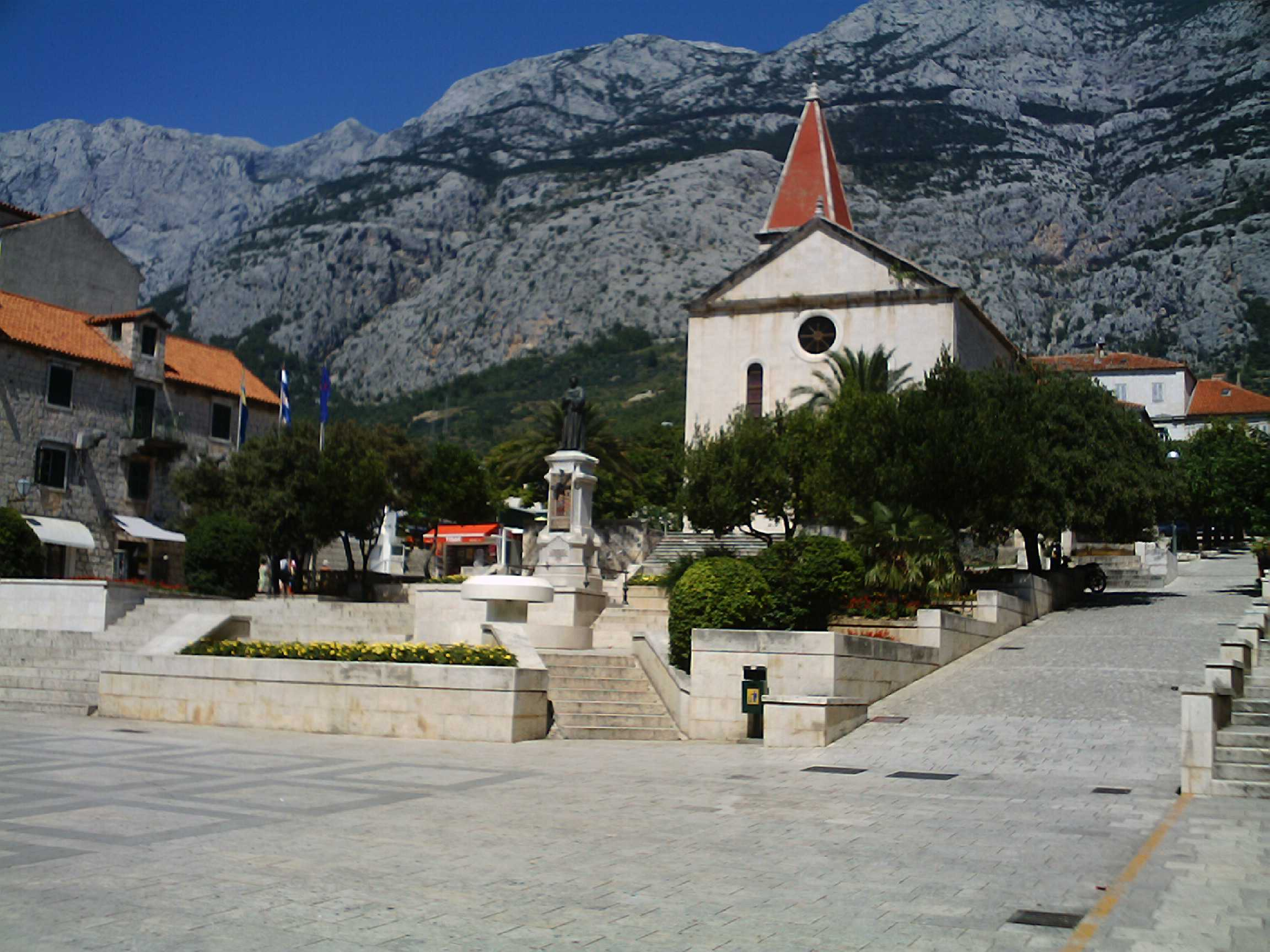
Stará katedrála sv. Marka v Makarské
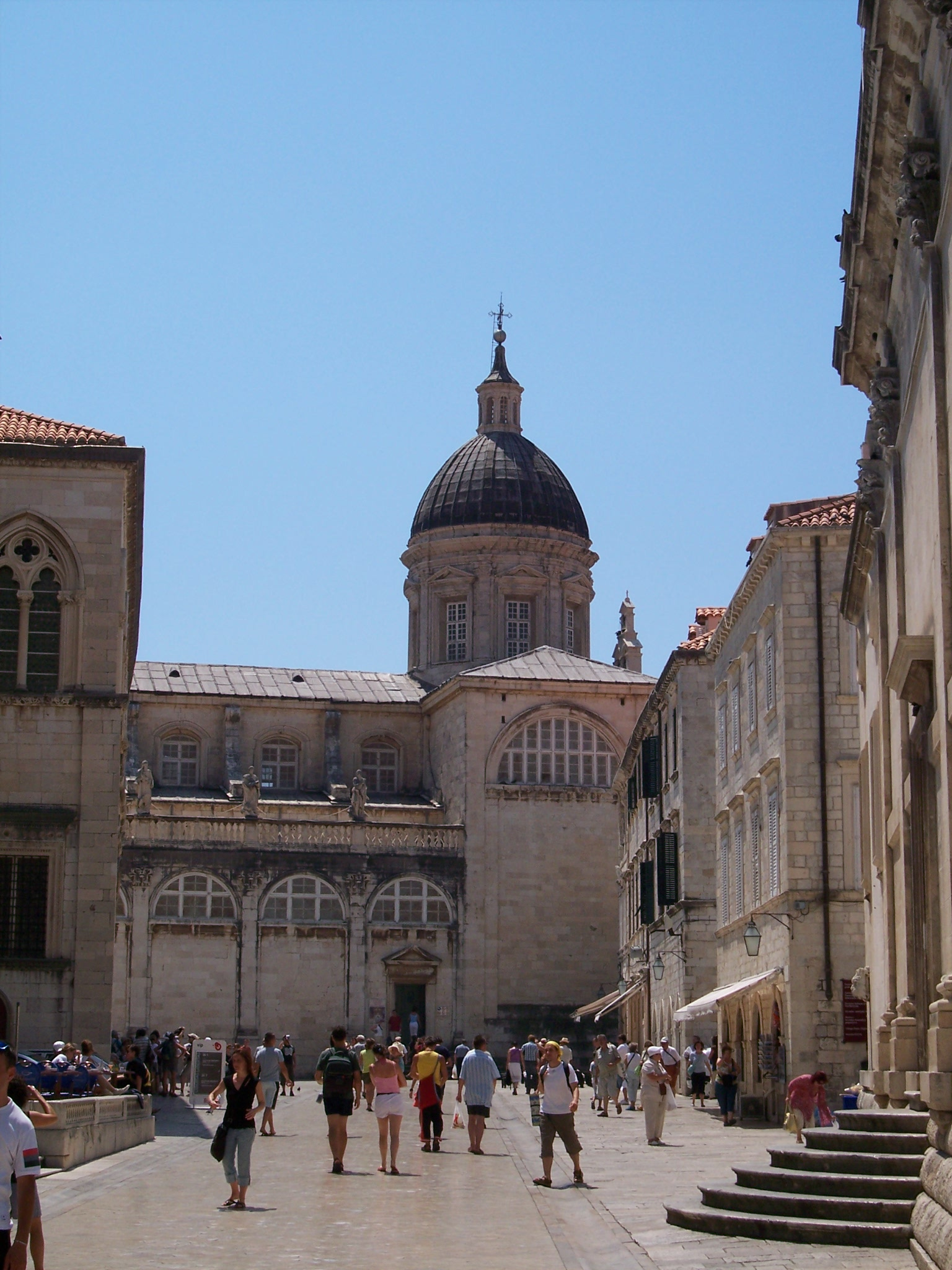
Katedrála Nanebevzetí Panny Marie v Dubrovníku
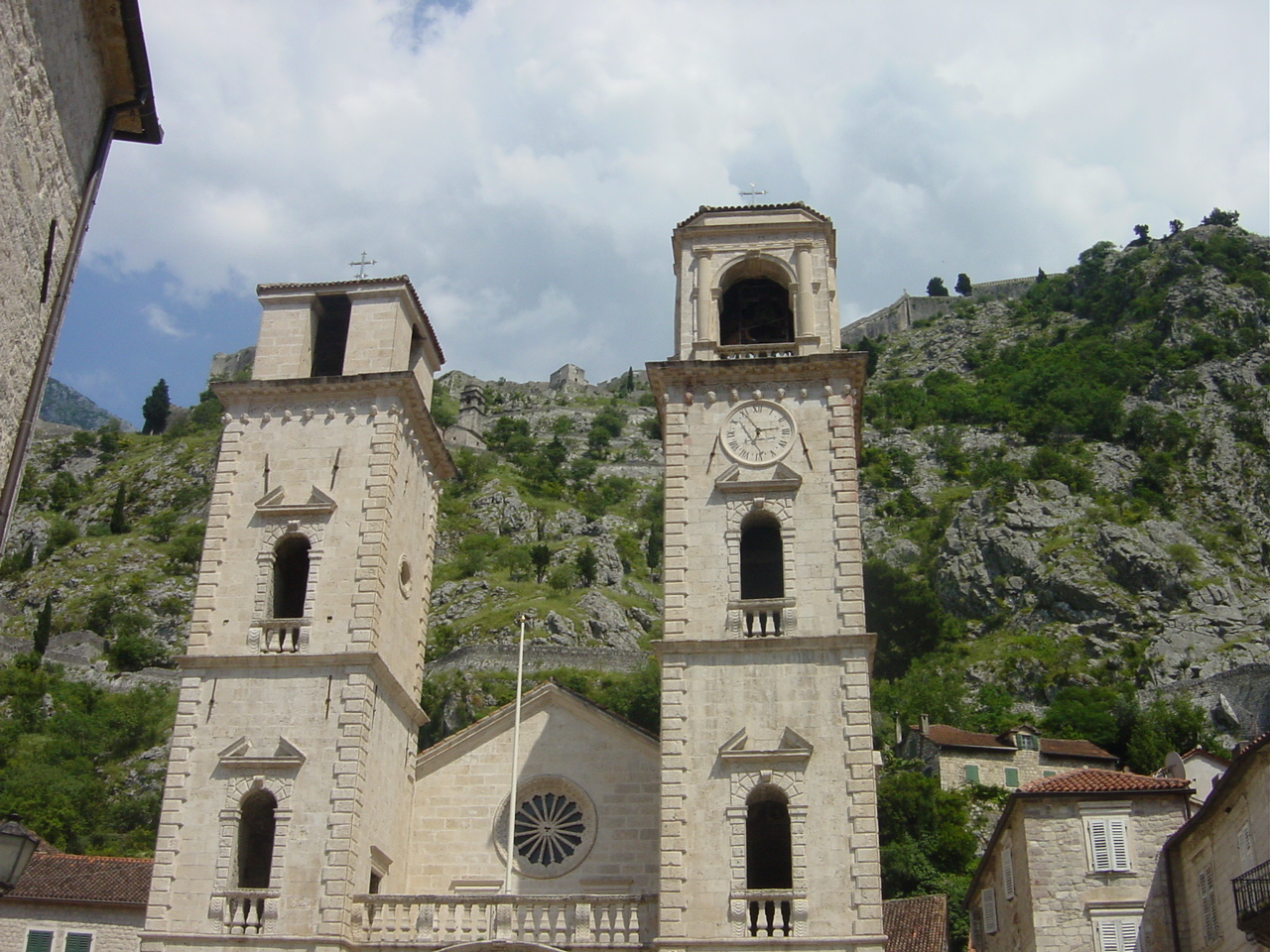
Katedrála sv. Tryfona v Kotoru
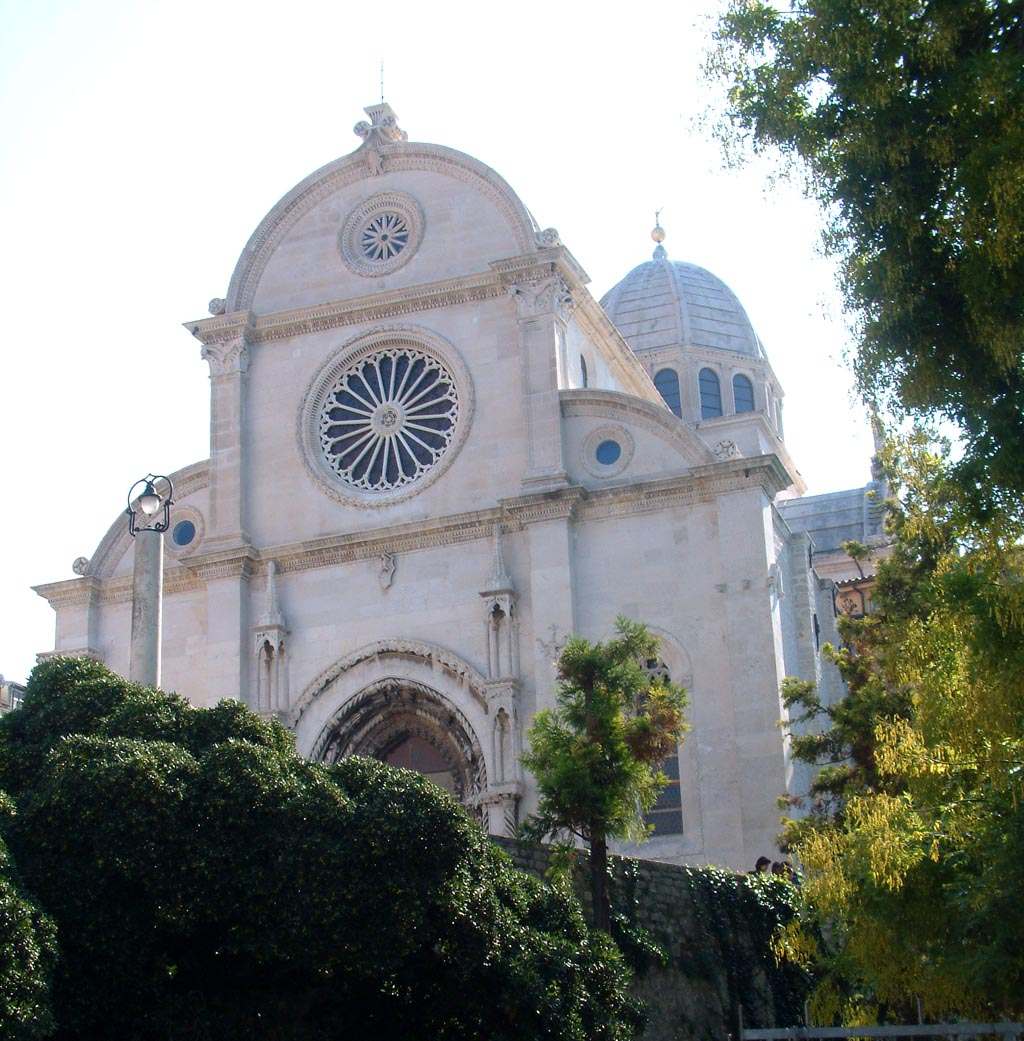
Katedrála sv. Jakuba v Šibeniku
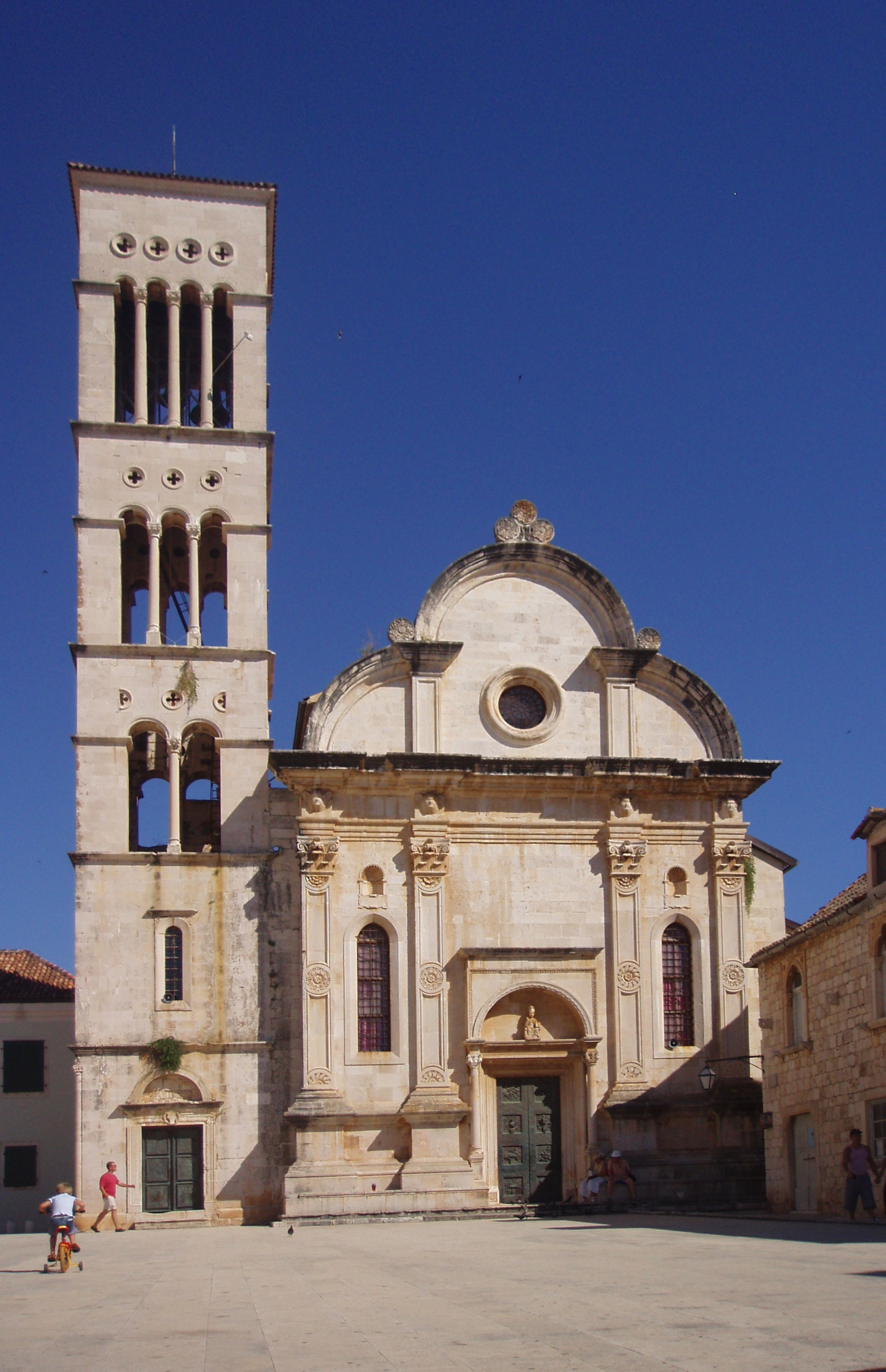
Katedrála v Hvaru
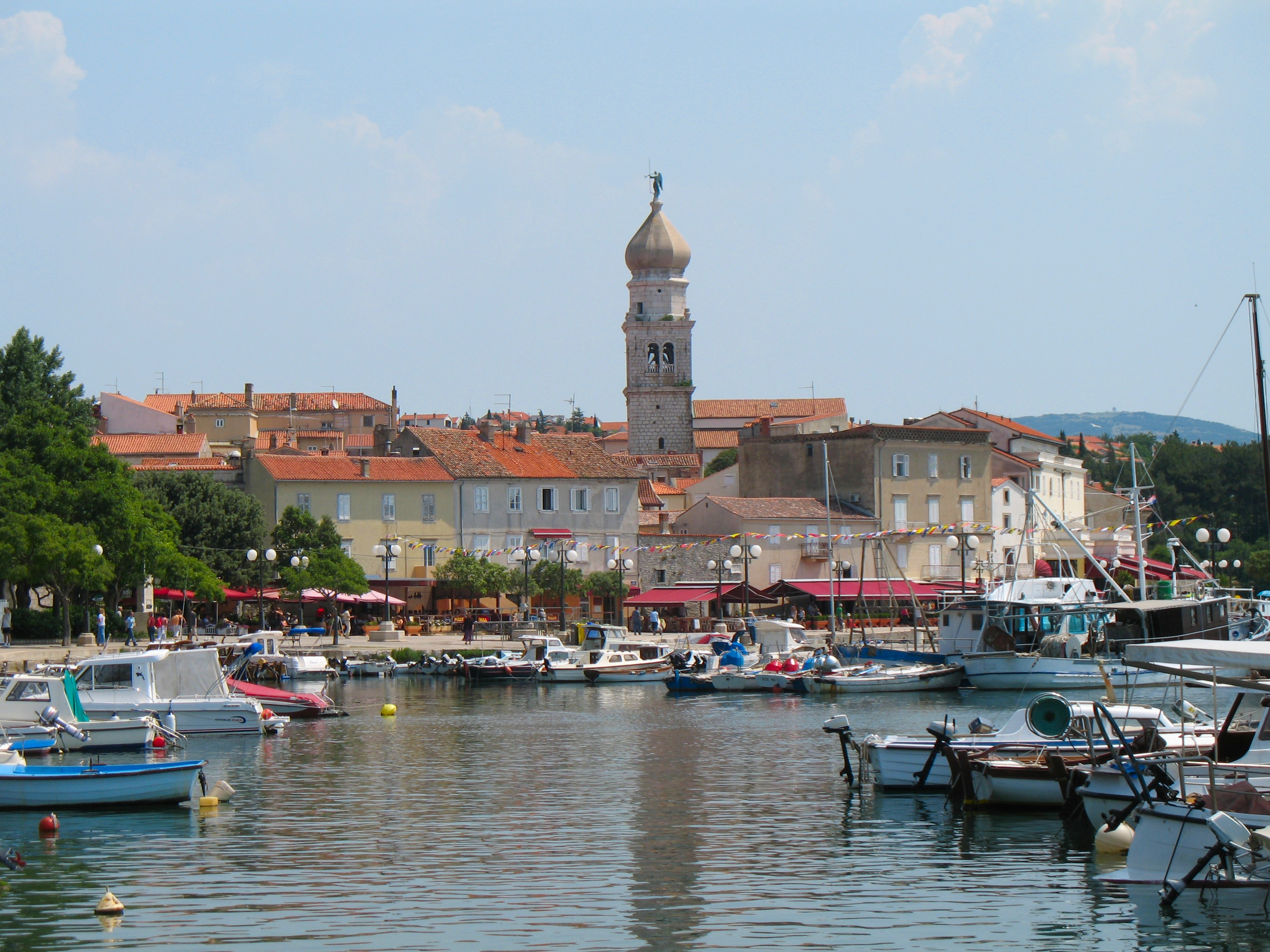
Krk s katedrálou Nanebevzetí Panny Marie
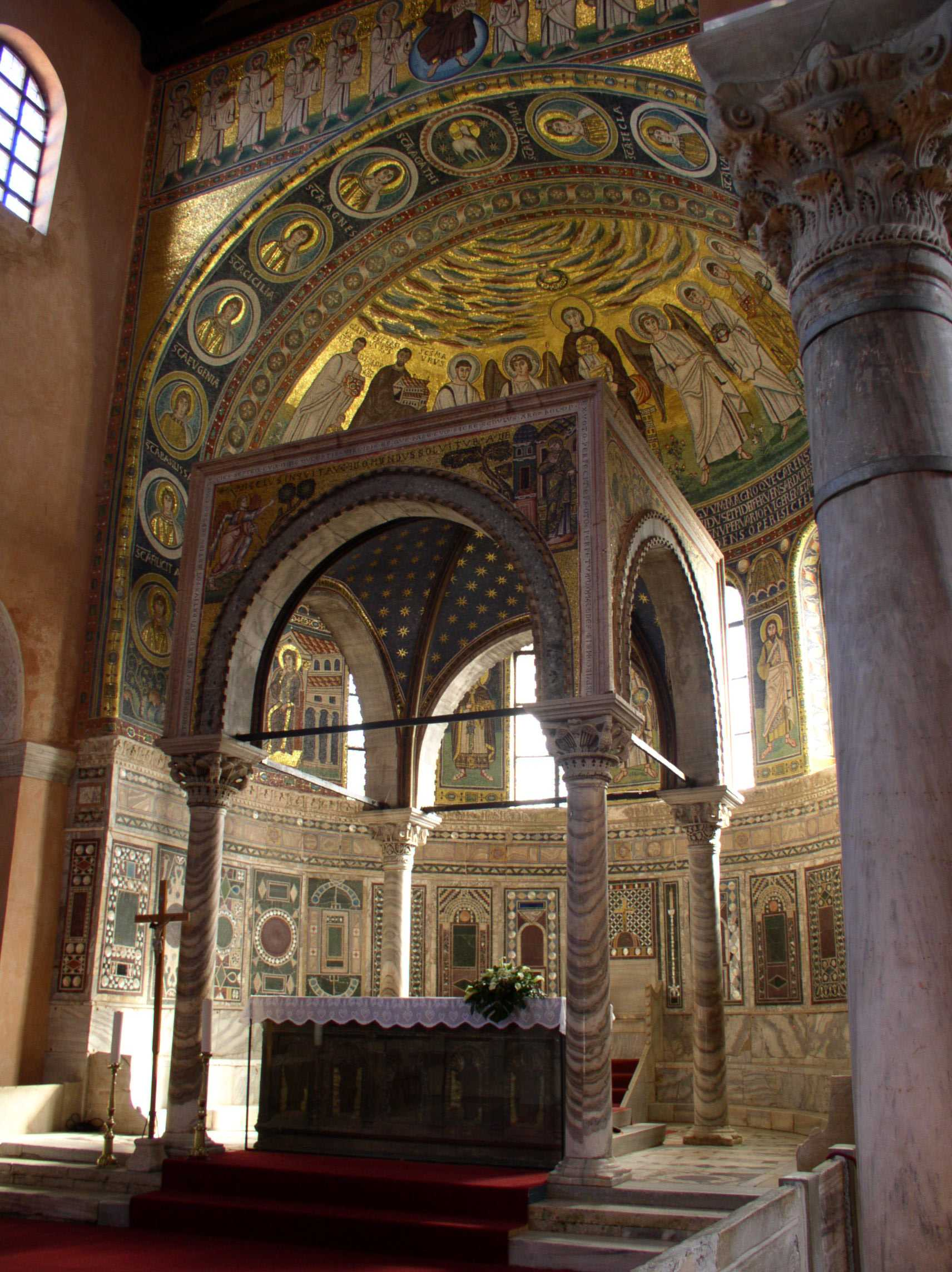
Katedrála sv. Eufrasia v Poreči
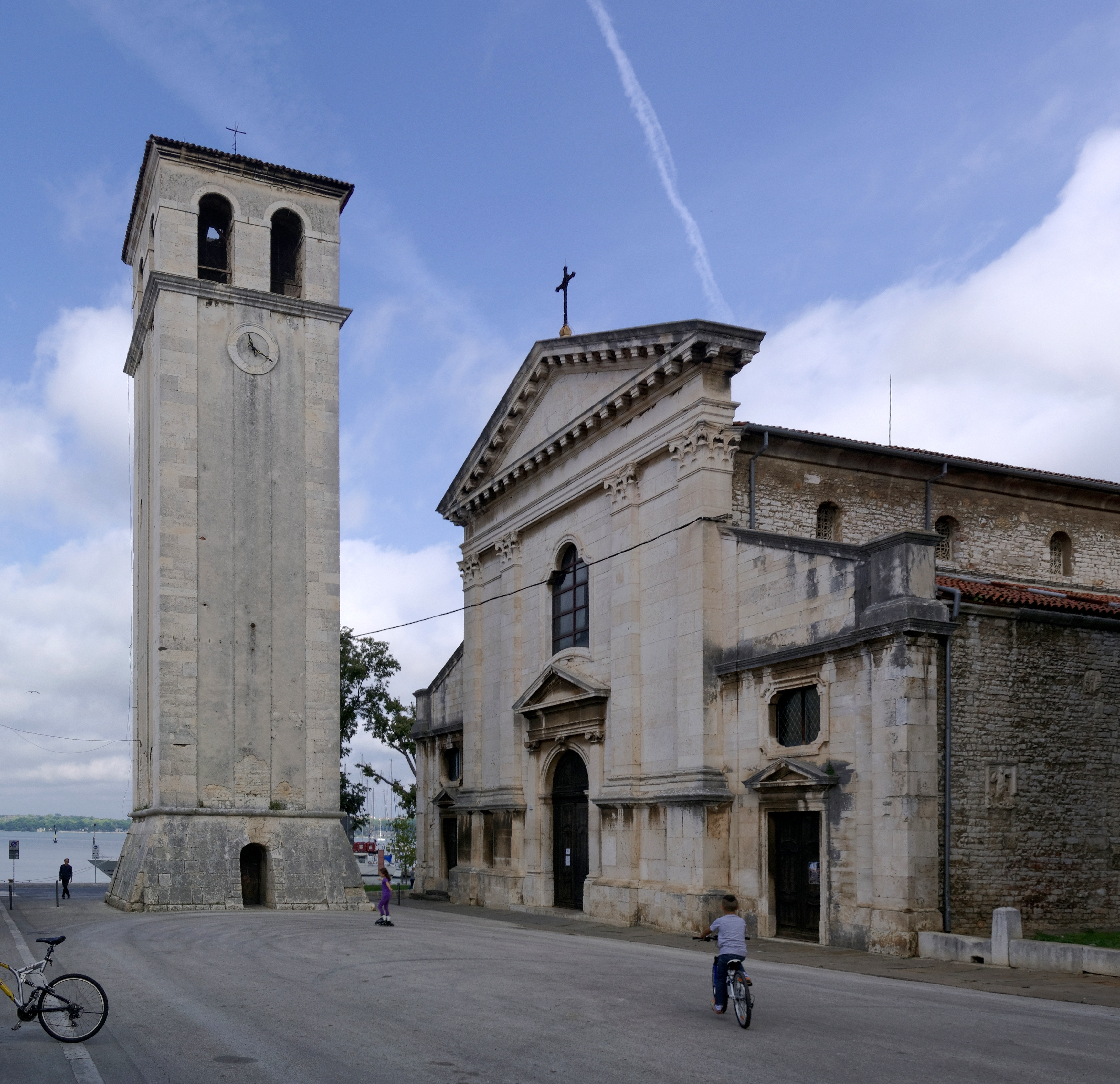
Katedrála Nanebevzetí Panny Marie v Pule
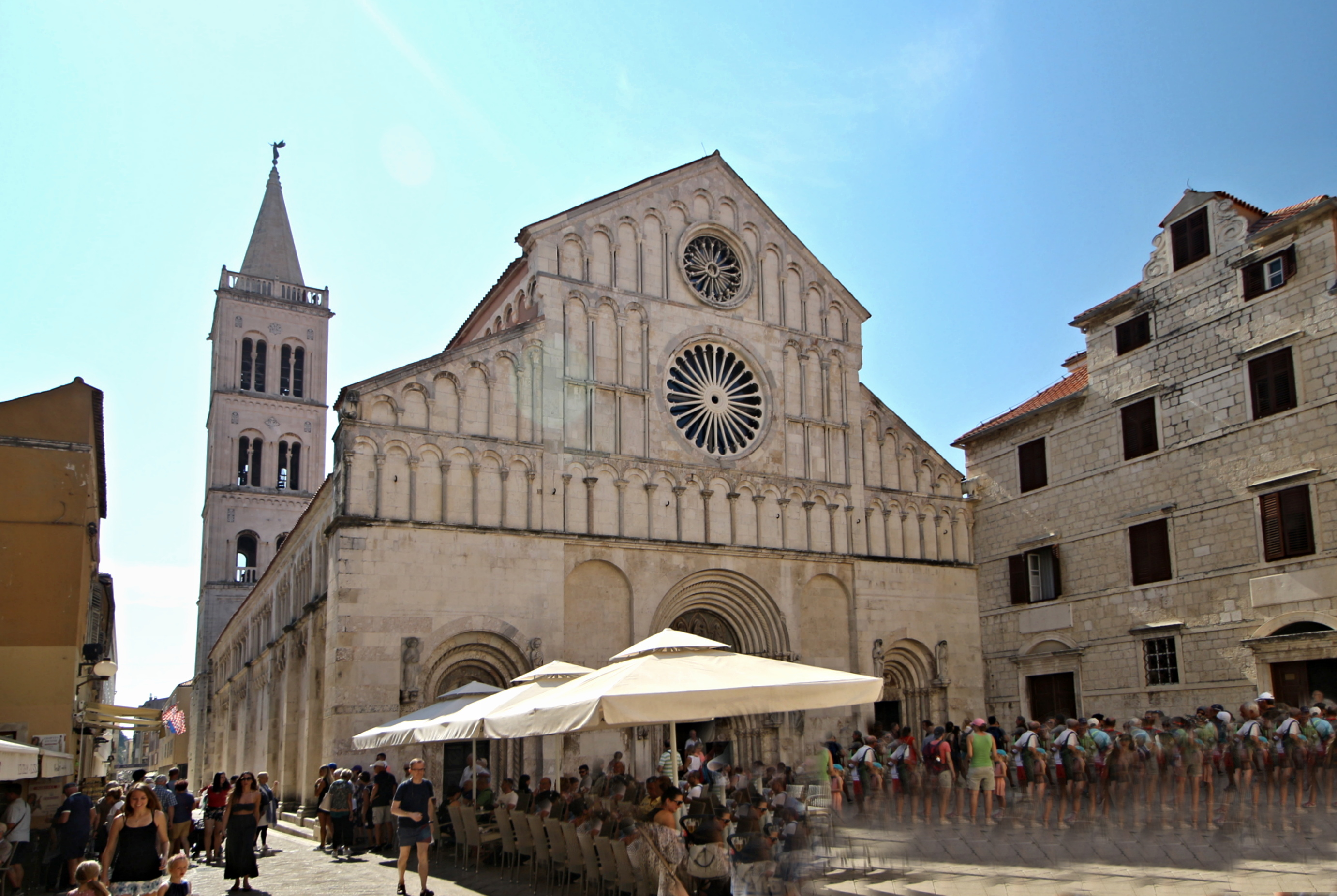
Zadarská katedrála sv. Anastasie